# برية صين

برية صين في الجنوب من الخريطة.

برية صين أو صحراء صين (بالعبرية: מדבר צין‏) هي منطقة جغرافية ذكرتها التوراة باعتبارها تحتوي على برية قادش بداخلها؛ وهي أحد محطات بني إسرائيل في البرية أثناء التيه بعد خروجهم من مصر، معظم المصادر التقليدية تحدد موقعها كجزء من وادي عربة. حسب سفر يشوع فإنها ملاصقة للحدود الجنوبية لكنعان، وهي حد لإدوم غربًا وليهوذا إلى الجنوب الشرقي، وكانت جزءًا من بريّة فاران أو كانت قادش حدًا بينهما. وهي تختلف عن بريّة سين.
ذُكر في سفر العدد أن بني إسرائيل عصوا الرب في برية صين في العدد 27: 14: لأَنَّكُمَا فِي بَرِّيَّةِ صِينَ، عِنْدَ مُخَاصَمَةِ الْجَمَاعَةِ، عَصَيْتُمَا قَوْلِي أَنْ تُقَدِّسَانِي بِالْمَاءِ أَمَامَ أَعْيُنِهِمْ». ذلِكَ مَاءُ مَرِيبَةِ قَادَشَ فِي بَرِّيَّةِ صِينَ.